# Minamiise
Minamiise (南伊勢町?) è una cittadina giapponese della prefettura di Mie.